# Loris (Caroline du Sud)
Pour les articles homonymes, voir Loris.
Loris est une ville située dans le comté de Horry, dans l’État de Caroline du Sud, aux États-Unis. Lors du recensement de 2020, elle comptait 2 449 habitants.